# 暴洪
暴洪（英語：Flash flood），又稱突發性洪水，是指短時間內突然發生的洪水。這類洪水發生的主要原因是短時間內暴雨帶來極大的降雨量，如2020年中国南方水灾期间多省发生暴洪。此外春季河水冰面融化和凌汛以及水壩結構老化引發的水壩潰決也會造成暴洪。由於暴洪出現地非常突然，難以預測，加上洪水來勢兇猛，容易出現人員傷亡和財產損失情況。一般通過暴雨檢測和發出暴雨警報或在江邊修建攔洪大壩來盡可能地減少暴洪帶來的損失。

## 中譯名稱
此概念源自西方Flash flood，中譯混亂。现行中華人民共和國國家標準《水文基本术语和符号标准》（GB/T50095－98，1999－05－01实施）載“2.2.17.5山洪flash flood：由暴雨或融雪发生的暴涨暴落的洪水。”；《水文基本术语和符号标准（2012征求意见稿）》又記載：“2.3.23.5 山洪 flash flood：历时很短而洪峰流量较大的山区骤发性洪水，又称“骤发洪水”。